# Charles Patin
Pour les articles homonymes, voir Patin.
Charles Patin, né le 23 février 1633 à Paris et mort le 10 octobre 1693 à Padoue, est un médecin et numismate français.

## Biographie
Fils du médecin et épistolier Guy Patin, Charles étudia, après s’être fait recevoir avocat, la médecine, prit le grade de docteur et exerça avec distinction. Menacé de poursuites par Colbert pour contrebande de livres interdits, il quitta, sur les conseils de son père, la France, parcourut l’Allemagne et l’Italie avant de s’établir à Padoue où il occupa successivement les chaires de médecine et de chirurgie. Il fut membre de l’académie des Ricovrati et de celle des Curieux de la nature (Leopoldina).

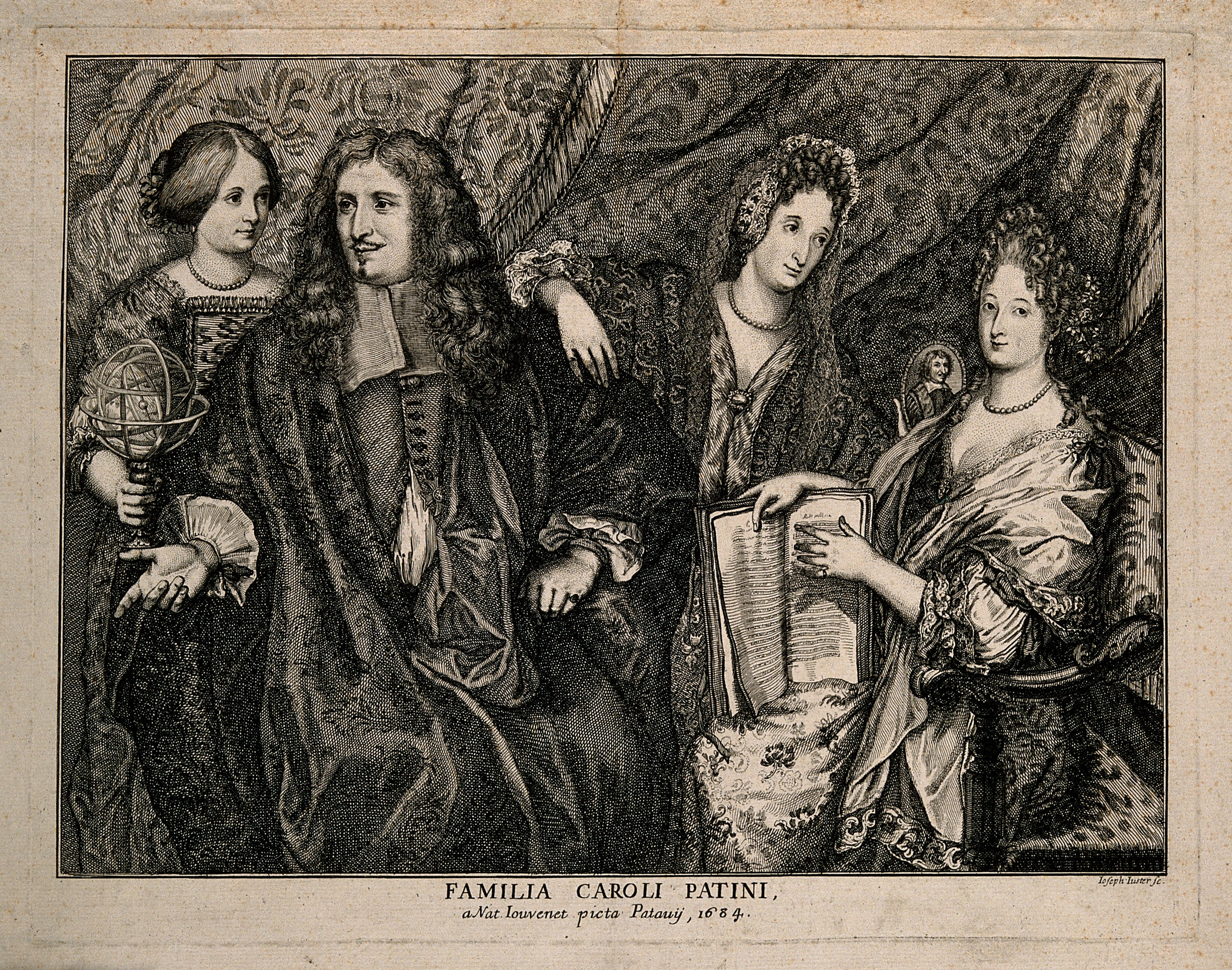
La Famille de Charles Patin, gravure d'après l'original (1684) de Noël Jouvenet († 1698). Charles Patin et son épouse Madeleine, née Hommetz, avec leurs filles Charlotte-Catherine (à gauche) et Gabrielle-Charlotte.

Patin s’occupa également longuement de numismatique et d’archéologie, et publia entre autres ouvrages : Traité des tourbes combustibles (Paris, 1663), Familiæ romanæ ex antiquuis numismatibus (Paris, 1665, in-fol.) ; Introduction à l’histoire par la connaissance des médailles (Paris, 1665, in-12), ouvrage souvent réimprimé, sous le titre d’Histoire des médailles, et que de Sallo, le directeur du Journal des Savants , accusait bruyamment de plagiat ; Imperatorum romanorum numismata, Strasbourg, 1671, in-fol.) ; Thesaurus numismatum e museo Patini (Amsterdam, 1672, in-4°) ; Relations de voyages (Bâle, 1673, in-12), où l’on remarque surtout ce qui est relatif aux musées d’Allemagne ; Lyceum Patavinum (Padoue, 1681, in-4°), etc.
Charles Patin a donné quelques éditions, notamment celle de Suétone avec les médailles (Bâle, 1675, in-4°). Il avait épousé Madeleine Homanet dont il eut deux filles, Charlotte-Catherine et Gabrielle-Charlotte.

## Œuvres
Indépendamment de quelques Thèses, d’une édition des Voyages de Loménie, des Lettres de Pierre Martyr d'Anghiera, Amsterdam, 1670, in-fol., de l’Éloge de la folie, d’Érasme, avec les figures d’Holbein, Bâle, 1676, in-12, de Suétone, avec les médailles, ibid., 1673, 1707, in-4°, et de quelques Opuscules, dont on trouvera la liste dans les Mémoires de Niceron, t. 2, on a de Ch. Patin :
- Familiæ Romanæ ex antiquis numismatibus illustratæ a Fulvio Ursino (Fulvio Orsini), cum accessionibus et commentariis, Paris, 1663, in-fol. Vaillant a donné une nouvelle édition de cet ouvrage ; mais les amateurs les recherchent l’une et l’autre.
- Traité des tourbes combustibles, ibid., 1663, in-4° ;
- Introduction à l’histoire par la connaissance des médailles, ibid., 1663, in-12 ; souvent réimprimée sous le titre d’Histoire des médailles ; l’édition d’Amsterdam, 1693, in-12, est la plus jolie. Ce livre a été traduit en latin par l’auteur, Amsterdam, 1683, in-12, et en italien par Costantino Belli, sous ce titre : Pratica delle medaglie, Venise, 1673, in-12. Cet ouvrage fut l’occasion d’une vive querelle entre Denis de Sallo et Patin, sur laquelle on lira des détails curieux dans l’Histoire critique des journaux de Camusat (t. 1, p. 39-44).

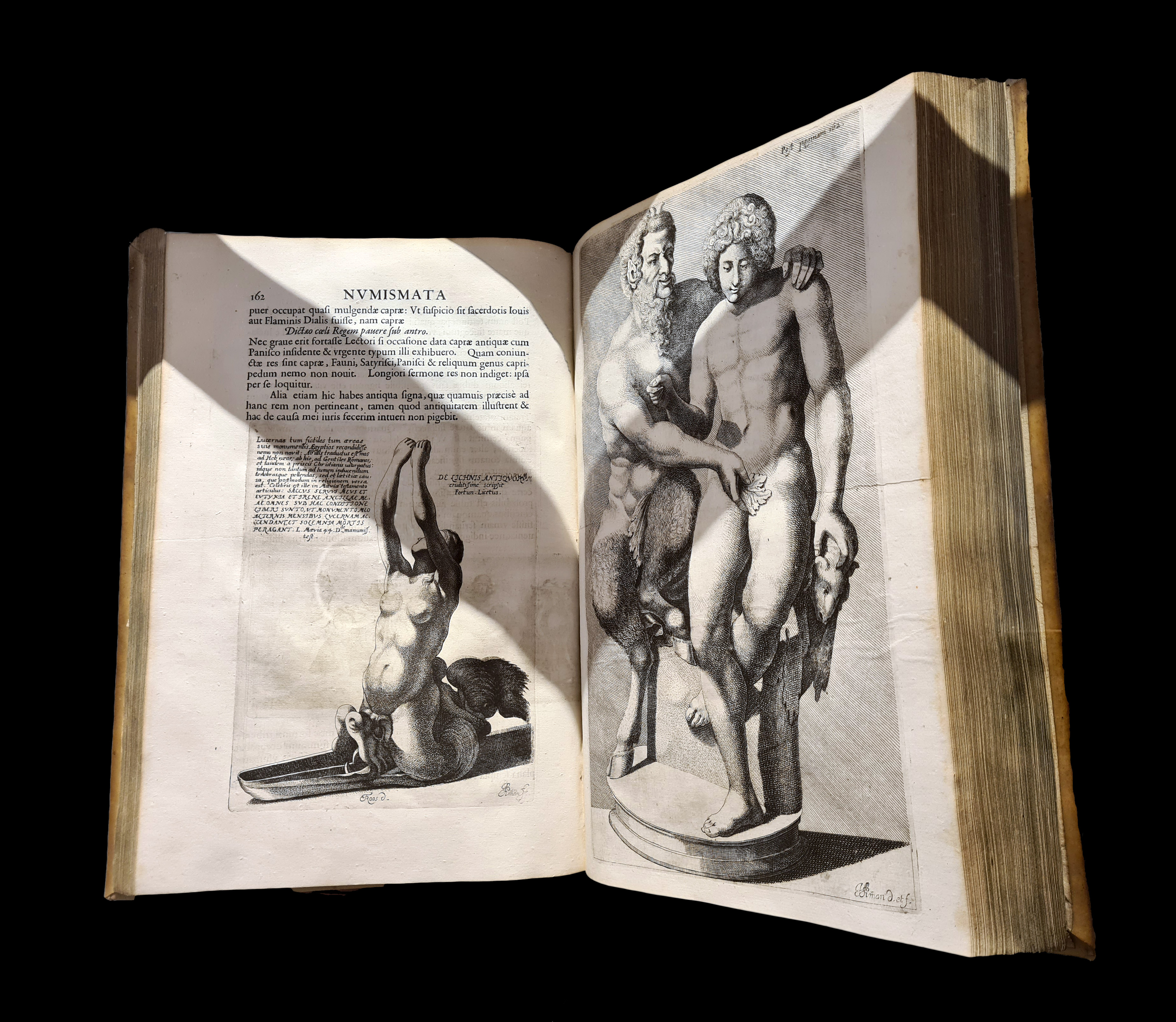
Imperatorum romanorum numismata (1671)
(Fonds ancien de la Médiathèque protestante de Strasbourg).

- Imperatorum Romanorum numismata ex ære mediæ et minimæ formæ descripta. Strasbourg, Paulli, 1671, in-fol. ; outre un grand nombre de gravures de médailles, imprimées en taille-douce dans le texte, on y voit des cartes géographiques contenant toutes les villes dont on connaissait des médailles. La géographie numismatique a reçu depuis une extension immense ; mais Ch. Patin a toujours le mérite d’avoir le premier entrepris de l’esquisser.
- Thesaurus numismatum, Amsterdam, 1672, in-4°, fig. C’est la description des médailles que Patin avait rassemblées dans son cabinet.
- Quatre Relations historiques, etc., Bâle, 1673, in-12, fig., avec son portrait ; Amsterdam, 1699, in-12 ; traduit en italien par Antonio Bulifon, Venise, 1683, in-8°. Ce volume contient quatre relations des voyages de l’auteur, adressées, les deux premières, aux princes de Wurtemberg, la troisième au margrave de Bade-Durlach, et la quatrième au duc de Brunswick : on y trouve quelques particularités intéressantes pour l’histoire littéraire ou l’archéologie, et des notes sur les principaux musées qui existaient à cette époque en Allemagne. La troisième relation avait paru séparément, Strasbourg, 1671.
- De numismate antiquo Augusti et Platonis epistola, Bâle, 1673, in-4°, et dans le tome 9 du Thesaur. antiquit. Romanar. de Gronovius ;
- De numismate antiquo Horatii Coclitis per Trajanum restituto epistola, Padoue, 1678, in-4° ;
- Judicium Paridis de tribus deabus latum in numismate Antonii Pii expressum, ibid., 1679, in-4°. Cette dissertation a été insérée en français, par Spon, dans ses Recherches cureuses d’antiquités, p. 221-231.
- Natalitia Jovis in numismate Anton. Caracallæ expressa, ibid., 1681, in-4° ;
- Lycæum Patavinum, sive icones et vitæ professorum Patavii anno 1682 publice docentium, ibid., in-4°. Patin y a inséré une courte notice sur sa vie et ses ouvrages, que Camusat a traduite en français, dans l’Hist. critiq. des journaux, p. 202-229.
- De numismatibus quibusdam abstrusis imperatoris Neronis disquisitio per epistolas, Brème, 1681, in-4°. C’est le recueil de la correspondance de Patin avec Eggeling, secrétaire du conseil de Brème, au sujet de quelques médailles de Néron, que leur état rendait difficiles à expliquer.
- Thesaurus numismatum antiquorum et recentium a Petro Mauroceno collector., Venise, 1684, in-4°, rare. C’est la description du cabinet du sénateur Morosini.
- Commentarius in tres inscriptiones græcas Smyrna nuper allatas, Padoue, 1683, in-4° ; — In antiquum monumentum Marcellinæ e Græcia nuper allatum, ibid., 1688, in-4°[3] ; — In antiquum Cœnotaphium Marci Astorii, medici Cæsaris Augusti, ibid., 1689, in-4°. Ces trois dissertations ont été insérées par Poleni dans le recueil intitulé Utriusque Thesauri supplementum.
- In stirpem regiam epigrammata (Devises et emblèmes de la maison royale), Paris, 1660 ; Amsterdam, 1693, in-4° de 23 pages, latin et français ;
- Lettre au roi, du 26 mars 1662, in-4° de 8 pages ;
- une Lettre à J. Faber, écrite de Padoue le 20 décembre 1677 (dans les Amœnit. litter. de Schelhorn, t. 10, p. 1252) ;
- deux Lettres au magistrat de Nuremberg (dans le Literarische Wochenblatt, t. 1, p. 141-143).

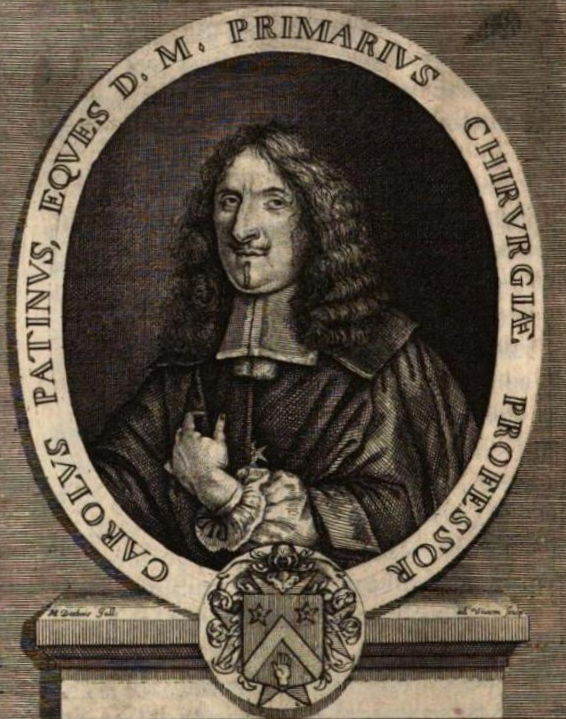
Portrait de Charles Patin par Martial Desbois.

## Sources et bibliographie
- « Patin (Charles) », dans Louis-Gabriel Michaud, Biographie universelle ancienne et moderne : histoire par ordre alphabétique de la vie publique et privée de tous les hommes avec la collaboration de plus de 300 savants et littérateurs français ou étrangers, 2e édition, 1843-1865 [détail de l’édition]
- Françoise Waquet, Guy et Charles Patin, père et fils, et la contrebande du livre à Paris au XVIIe siècle in Journal des savants, 1979, no 2. p. 125–148.
- Jean Guillemain, "Les recherches numismatiques de Charles Patin d'après ses lettres à Jacob Spon" in Quaderni per la Storia dell’Università di Padova, t. 29, 1996, p. 45–58.